# Jorge Cevallos Macías
Jorge José Cevallos Macías (Santa Ana, 1955) es un arquitecto y político ecuatoriano, último presidente del Congreso Nacional de Ecuador antes de su eliminación en 2007.

## Trayectoria
Inició su vida política como concejal de Manta por el Partido Liberal Radical Ecuatoriano, cargo al que fue elegido en las elecciones seccionales de 1994. Posteriormente se desafilió del partido por discrepancias con el entonces alcalde de la ciudad.
Para las elecciones de 1998 intentó fallidamente ser reelecto como concejal bajo el auspicio del partido Izquierda Democrática.
En 2002 se unió al Partido Renovador Institucional Acción Nacional (PRIAN), con el que fue elegido diputado en representación de la provincia de Manabí en las elecciones legislativas de 2002.
En las elecciones de 2006 fue reelecto al cargo de diputado de Manabí por el PRIAN, convirtiéndose en el diputado más votado de la provincia.

### Presidencia del Congreso
Una vez iniciado el periodo fue propuesto como candidato a la presidencia del Congreso Nacional por el líder y excandidato presidencial del PRIAN, Álvaro Noboa, tomando en cuenta que a su partido le correspondía el puesto por haber obtenido la mayor cantidad de curules. El 5 de enero de 2007 fue elegido al cargo con 82 votos a favor para el periodo 2007-2009.
En marzo de 2007 el Tribunal Supremo Electoral destituyó a 57 de los 100 diputados del Congreso por interferir con la consulta popular promovida por el presidente Rafael Correa para instalar una Asamblea Constituyente. Cevallos decidió principalizar a los diputados suplentes a pesar de que entre los diputados destituidos estaban varios integrantes del PRIAN.
El hecho provocó fuertes críticas por parte de miembros de su partido, incluyendo a Álvaro Noboa, quien lo calificó de "traidor" y "desgraciado". Días después el PRIAN solicitó al Tribunal Supremo Electoral la destitución de Cevallos, pero el organismo rechazó el pedido aseverando que le era imposible revisar el caso mientras continuaran los problemas en el Congreso.
Luego de que un juez de Guayaquil dictaminara que los diputados destituidos debían recuperar sus cargos Cevallos intentó acatar la orden, pero ante las protestas provocadas por el dictamen decidió suspender las actividades en el Congreso. Las sesiones del mismo se restablecieron con la presencia de los diputados principalizados a mediados de abril, casi un mes después de haber sido paralizadas.
En noviembre del mismo año fue cesado de su cargo junto al Congreso en su totalidad por la Asamblea Constituyente de 2007.

### Vida política posterior
Para las elecciones legislativas de 2013 intentó infructuosamente ser elegido asambleísta nacional en representación de Manabí por el partido Avanza.